# Siodło za Rogową
Siodło za Rogową (ok. 1245 m) – przełęcz w Tatrach Bielskich na Słowacji. Znajduje się w ich głównej grani pomiędzy Małym Muraniem (Malý Muráň, ok. 1356 m) a Rogową (Rogová), a dokładniej jej najwyższym punktem – Czerwoną Skałką Murańską (1268 m), tuż za tą ostatnią. Rejon przełęczy porośnięty jest lasem. Stoki północno-wschodnie stromo opadają do Doliny Międzyściennej, są porośnięte lasem ze skałkami, stoki południowo-zachodnie nieco łagodniej opadają do Doliny Jaworowej i również są lesiste.
Nazwę przełęczy utworzył Władysław Cywiński w 4 tomie przewodnika Tatry.
Najwygodniejsze wejście na przełęcz prowadzi od wylotu Doliny Jaworowej w Jaworzynie Tatrzańskiej grzbietem Rogowej, z Siodła za Rogową zaś jest najłatwiejszy dostęp na Mały Murań. Całe Tatry Bielskie są jednak niedostępnym turystycznie obszarem ochrony ścisłej.